# Ulrich Moritz (Musiker)
Uli Moritz, mit vollem Namen Ulrich Moritz (* 25. August 1953 in Wilhelmshaven), ist ein deutscher Musik- und Rhythmuspädagoge, Komponist und Perkussionist.

## Werdegang
Nach an der Nordseeküste verbrachter Kindheit zog Uli Moritz 1964 mit seiner Familie nach Westberlin, wo er sich ab 1967 selbst das Spiel auf dem Schlagzeug, zunächst vorrangig Rock und Jazzrock, beibrachte.
Nach seinem Abitur 1973 studierte Moritz Kunstpädagogik und Germanistik und nahm nun auch regulären Schlagzeugunterricht bei Heinz von Moisy.
1977 legte Moritz sein Staatsexamen ab, wurde Meisterschüler und qualifizierte sich in den Folgejahren u. a. bei Manfred Burzlaff (Mallett-Instrumente), Gerry Brown (Rudimental Snare, Funk), Reinhard Flatischler (Bodypercussion, Latin, Indian), Freddie Santiago (Latin), Dudu Tucci (Brasil), Efrain Toro (Latin Drumset, Independance) sowie beim National Ensemble Percussion de Guinée und dem kongolesischen Perkussions-Ensemble Tuta Ngoma (west- und zentralafrikanische Rhythmen) weiter.

## Tätigkeit als Musikpädagoge
Schon 1978 allerdings begann Moritz auch selbst als Musiker und Musikpädagoge zu arbeiten, namentlich als Schlagzeug-, Perkussions- und Rhythmuslehrer. Seitdem ist er bis heute regelmäßig lehrend als Dozent an der Universität der Künste Berlin, der Berliner Hochschule für Musik „Hanns Eisler“ sowie an der Landes-Musikakademie Berlin tätig, außerdem als Fachbereichsleiter der Musikschule Berlin-Neukölln und langjähriges Vorstandsmitglied des Berliner Trommelzentrums „groove“.
Zu erwähnen sind außerdem seine Tätigkeit als Seminarleiter der Internationalen Gesellschaft für Musikpädagogische Fortbildung IGMF, der Oberösterreichischen Fortbildungsakademie für Musiklehrer sowie mehrerer deutscher Landesmusikschul-Verbände und als Fachberater des Verbandes der deutschen Musikschulen.
Ergänzt wird all das durch die Mitwirkung von Uli Moritz an zahlreichen nationalen wie internationalen Rhythmus-Seminaren sowie die Veranstaltung eigener Fort- und Weiterbildungs-Workshops für Musiker, Lehrer, Erzieher, Therapeuten und Musikinteressierte.
Im Zentrum seines eigenen musikalischen Interesses stehen dabei neben herkömmlicher Perkussion auf Drumsets, Trommeln oder Cajónes vor allem Bodypercussion, Rhythmusspiele und rhythmische Texte, aber auch das spielerische Experimentieren mit neuen Klangmöglichkeiten, unkonventionellen bzw. noch unbekannten Schlaginstrumenten, Small-Percussion, Material-Perkussion usw.

## Tätigkeit als Musiker
Als eigenständiger Musiker wirkte Uli Moritz seit 1978 neben seinen eigenen Solo-Performances auch immer wieder an Konzerttourneen und inzwischen weit über 80 LP- und CD-Produktionen anderer Musiker mit, u. a. bei Mikis Theodorakis, Georgeos Theodorakis, Maria Farantouri, Sema & Taksim, Zülfü Livaneli, Lauren Newton, Friedemann Witecka, Jocelyn B. Smith, dem Klaus-Gertken-Trio, Volker-Schlott-Quartett und Silent Jazz Ensemble, Zoom, Human Factor, Animato, Die Elefanten, Pamagiera, Susanne Schönwiese (Colors of Clay) u. v. a.
Konzerttourneen und Festivals führten Moritz nach Belgien, Estland, Italien, Österreich, Schweden und Tunesien, in die Niederlande, Schweiz, Sowjetunion, Türkei und USA.
Gemeinsame Tourneen und CDs gab es außerdem u. a. mit Teo Macero (USA), Tiger Okoshi (Japan), Charlie Mariano (USA, Köln), Nils Petter Molvær (Norwegen), Lauren Newton (USA), Ack van Rooyen (Niederlande), Ramesh Shotham (Indien), Reinhard Flatischler, Wolfgang Puschnig (Österreich), Dudu Tucci (Brasilien, Berlin), Les Percussions de Guinée (Guinea), Tuta Ngoma (Demokratische Republik Kongo), Zülfü Livaneli (Türkei), Wu Wei (Shanghai), Urna Chahartugi (Mongolei), Carlo Domeniconi, Friedemann Graef und Gebhard Ullmann.
Uli Moritz lebt und arbeitet weiter in Berlin.

## Publikationen (Auswahl)
- Ulrich Moritz; Bodybeat! – Bodypercussion und Trommel; 1992–1993, Eigenverlag
- Ulrich Moritz; Rhythmusstücke – 12 Stücke für Body- und Material-Percussion; 2004ff., Eigenverlag
- Ulrich Moritz, Klaus Staffa; Trommeln ist Klasse! – Band 1 für Einsteiger. Musik mit Körper und Stimme, Trommeln, Fässern, Rohren und Flaschen. Rhythmische Spiele, Übungen, Lieder und Arrangements mit methodischen Anregungen (Buch + DVD); Helbling-Verlag Esslingen 2008, ISBN 978-3-85061-413-9
- Richard Filz, Ulrich Moritz; Magic Groove Box. Die Cajon in Spielgruppe und Klasse (Buch + CD+); Helbling-Verlag Esslingen 2010, ISBN 978-3-86227-067-5
- Uli Moritz, Klaus Staffa; Trommeln ist Klasse! 2 – Musik mit Körper und Stimme, Papier und Bechern, mit Small-Percussion, Trommeln und Fässern (Buch + DVD); Helbling-Verlag Esslingen 2011, ISBN 978-3-86227-066-8
- Richard Filz, Ulrich Moritz; Bodygroove Kids 1 – Bodypercussion für Kinder von 6-10 Jahren (Buch + CD+); Helbling-Verlag Esslingen 2012; ISBN 978-3-86227-101-6
- Richard Filz, Ulrich Moritz; Bodygroove Kids 2 – Bodypercussion für Kinder und Jugendliche von 9-13 Jahren (Buch + DVD); Helbling-Verlag Esslingen 2013; ISBN 978-3-86227-102-3
- Richard Filz, Ulrich Moritz; Bodygroove Advanced – Bodypercussion für Fortgeschrittene ab 13 Jahren (Buch + DVD); Helbling-Verlag Esslingen 2014; ISBN 978-3-86227-103-0
- Ulrich Moritz; Fantastic Plactic Grooves – Rhythmusspiele mit Flaschen, Bechern, Eimern und Rohren für Kinder und Erwachsene (Buch + DVD);  Helbling-Verlag Esslingen 2014, ISBN 978-3-86227-182-5
- Ulrich Moritz; Groove Games – Rhythmusspiele und Bodypercussionstücke mit englischen Texten (Buch + DVD); Helbling-Verlag Esslingen 2017, ISBN 978-3-86227-253-2
- Ulrich Moritz, Heike Trimpert; Rhythm Songs – Solmisation plus Bodypercussion – über 100 Lieder und Übungen für Musikunterricht und Chor (Buch + DVD); Helbling-Verlag Esslingen 2017, ISBN 978-3-86227-273-0

## Diskografie (Auswahl)
- Animato; „Animato“; CD Biber 66581
- Die Elefanten; „Faust“; CD Klangräume 30150
- Die Elefanten; „Immer alle immer ich“; CD + LP Nektar 68926
- Die Elefanten; „Nervous City“; LP Nektar 680010
- Die Elefanten; „Wasserwüste“; CD + LP Nabel 4634
- Friedemann; „Aquamarin“; CD + LP Biber 66431
- Friedemann; „In Concert Live“; CD Biber 66491
- Human Factor; „Forbidden City“; CD + LP Nabel 4635
- Human Factor; „Kalamanya“; CD Biber 66551
- Jocelyn B. Smith; „Blue Light and Nylons“; CD JBS 145
- Jocelyn B. Smith; „Margarita“; CD JBS 126
- Johannes Wohlleben; „Swift“; CD Biber 66451
- Jörg Schippa; „Rattle the Cage“; CD Phonector
- Klaus-Gertken-Trio; „Insen“; CD Nabel Drops 22
- Klaus-Gertken-Trio; „Someone Blind“; CD Nabel Drops 19
- Lauren Newton; „G. Mahler: Kindertotenlieder“; CD Klangräume 30140
- Liquid Soul; „Liquid Soul“; CD RR 14802
- Mikis Theodorakis; „Asmata“; CD PM 50131
- Mikis Theodorakis; „Poetica“; CD PM 50061
- Moritz-Hilken-Wu; „Szenic Patterns“; CD Eigenproduktion
- Niki Reiser/Soundtrack; „Meschugge“; CD X-Filme 559979-2
- Pamagiera; „Okanagan“; CD PM 50181
- Pamagiera; „Pamagiera“; CD PM 50081
- Patrick Largounez; „Les Plaisirs de la vie“; CD Biber 66511
- Rhythm and Time; „Global Percussion Songs“; CD Biber 66601
- Rosemarie Zens; „Lautlos. Regenatem“; CD ISBN 3-926677-39-2
- Sema & Taksim; „Ich höre Istanbul“; CD Nebelhorn 008
- Sema & Taksim; „Sihir - Zauber“; CD PM 50021
- Silent Jazz Ensemble; „Birds of Passage“; CD Biber 66631
- Silent Jazz Ensemble; „Kashina“; CD Biber 66471
- Silent Jazz Ensemble; „The Silent Jazz Ensemble“; CD Biber 66401
- Susanne Schönwiese; „Colors of Clay“; CD CWR 1010
- Ulrich Moritz; „Membrane“; CD CACD 8082-3
- Volker-Schlott-Quartett; „Akribik“; CD 319.1165.242
- Volker-Schlott-Quartett; „Why Not“; CD 319.1083.2
- Wolfgang Schmiedt; „Guitars and Organs“; CD Klangräume 30360
- Wu Wei + Moritz; „Magic Mask“; CD Eigenverlag
- Wu Wei + Moritz; „Shopping in Shanghai“; CD Eigenverlag
- Zens + Moritz; „SiliziumHerz“; CD Eigenproduktion
- Zoom; „Toms Game“; CD CMK 014
- Zülfü Livaneli; „Nefesim Nefesine“; CD Boyut Müzik

## Auszeichnungen
- Studiopreis des Berliner Kultursenats (4 x)
- Preis der Deutschen Phonoakademie (zusammen mit Die Elefanten)
- Preis der deutschen Schallplattenkritik (zusammen mit dem Volker-Schlott-Quartett)
- Neuköllner Kulturpreis (mit Zoom)
- Musica-Vitale-Preis 2002 (zusammen mit Wu Wei)